# Manon Amacouty
Manon Amacouty, née à La Réunion, est une scénariste et réalisatrice française.

## Biographie
Après l'obtention de son baccalauréat en section littéraire obtenu au lycée Évariste de Parny à Saint-Paul, Manon s'installe à Paris pour suivre des études de cinéma à l'ESRA, où elle se spécialise dans l'écriture et la réalisation de films. 
En 2017, elle devient lauréate de la résidence d'écriture des Talents La Kour avec le scénario de son premier court métrage : La Petite Sirène, l'histoire de trois copains qui décident de s'offrir les services d'une agence de résurrection et ramènent à la vie une amie d'enfance pour le week-end. Le film sera produit par De L'autre Côté du Périph' et entièrement tourné à La Réunion,,,,. 
Le film remporte plusieurs prix en 2019, le prix du Jury Collégiens au Festival de Contis, le prix des Étudiants et le prix spécial des Saint-Pierrois, au 4ème Festival du film court de Saint-Pierre et est sélectionné dans les festivals de Palm Springs et Rhode Island.

## Filmographie
- 2018 : La Petite Sirène, 24 min
- 2024 : En boucle, série télévisée

## Distinctions
- 2019 : Prix du Jury Collégiens pour La Petite Sirène, Festival de Contis
- 2019 : Prix des Étudiants et Prix spécial des Saint-Pierrois, Festival du film court de Saint-Pierre.